# Kvacshoni Kormányzati Komplexum állomás
Kvacshoni (Gwacheoni) Kormányzati Komplexum állomás a szöuli metró 4-es vonalának állomása; Kvacshon (Gwacheon) városában található.

## Viszonylatok
| 4-es vonal                                    | 4-es vonal                                          | 4-es vonal                                       |
| --------------------------------------------- | --------------------------------------------------- | ------------------------------------------------ |
| Kvacshon (Gwacheon) Tanggoge (Danggogae) felé | Kvacshon (Gwacheon) vonal személy- és expresszvonat | Indogvon (Indeogwon) Anszan (Ansan) és Oido felé |